# Миоцель
Миоце́ль - Целомическая полость (см. Целом), образующаяся в той части мезодермы (зародышевого листка триплобластных эмбрионов животных, состоящей из клеток, переместившихся с поверхности внутрь), которая дифференцируется в поперечнополосатую мышцу; простая структура, встречающаяся у некоторых беспозвоночных и низших хордовых (ланцетники, актинии).
У актинии - полость, где она содержит мышцы, используемые для передвижения.

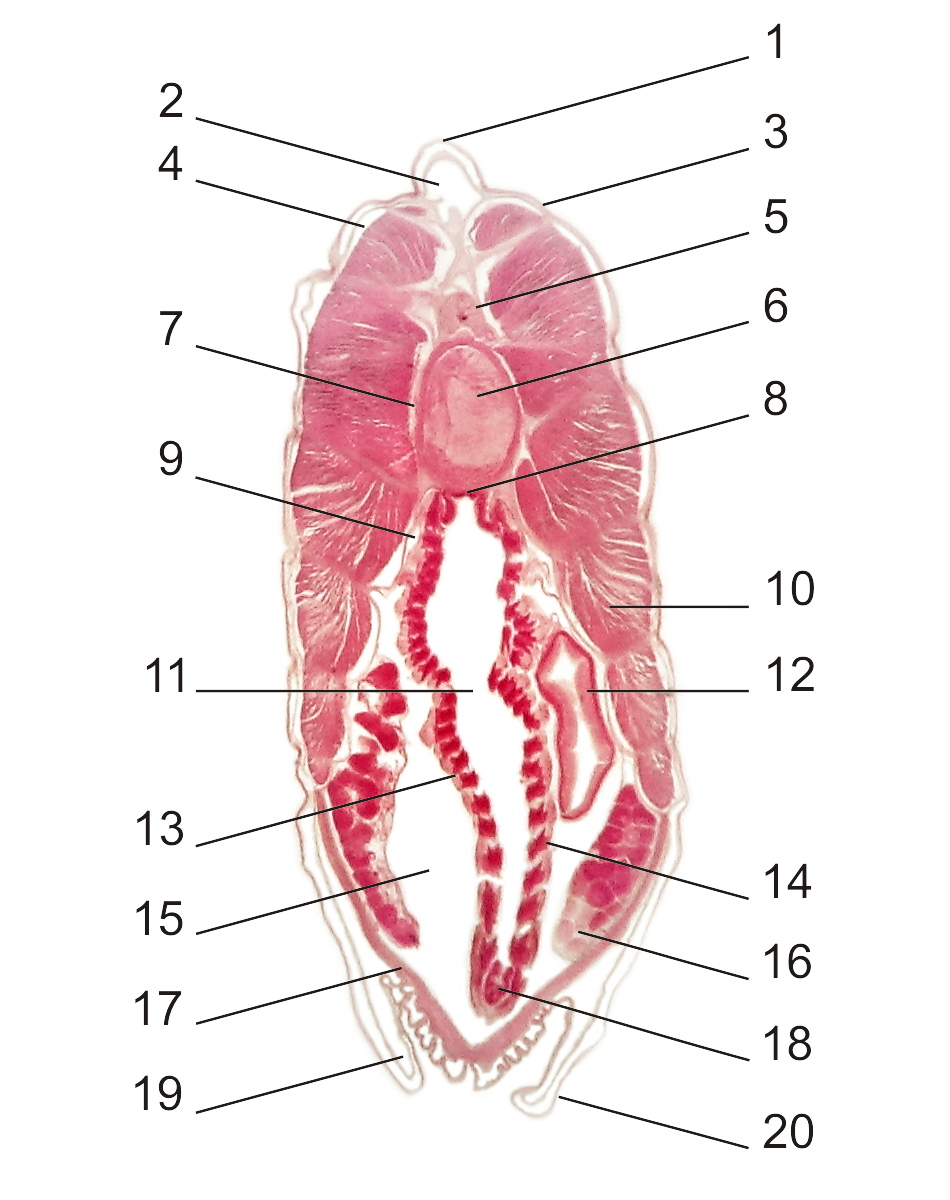
Поперечный срез тела ланцетника в области глотки.
4 - миоцель.

## Виды полостей тела
Полость тела — это любое пространство или отсек, или потенциальное пространство в теле животного. В полостях находятся органы и другие структуры; полости как потенциальные пространства содержат жидкость.
Перви́чная полость тела, или схизоце́ль (иногда гемоце́ль, псевдоцeль) — пространство между внутренними органами у некоторых многоклеточных животных. В отличие от вторичной полости не имеет собственной эпителиальной выстилки и ограничена непосредственно окружающими тканями и органами.
Цело́м или Вторичная полость тела - пространство между стенкой тела и внутренними органами у животных. У трохофорных образуется из специализированных мезодермальных клеток — телобластов в результате их деления и последующего образования полостей внутри образующихся групп клеток. Такой способ образования целома в онтогенезе называется телобластический. У вторичноротых целом формируется путём выпячивания стенок первичной кишки и отделения образующихся выпячиваний. Такой способ образования целома называется энтероцельный. В обоих случаях целом считается мезодермальным образованием. Отличается от первичной полости тела наличием собственной эпителиальной выстилки (стенки).
Миоцель - вторичная полость тела, или целом.
Миксоцель, или смешанная полость тела, — полость тела, образующаяся в процессе эмбрионального развития путём слияния рудиментарной вторичной полости тела (целома) с первичной полостью тела. Традиционно такой способ формирования полости тела приписывается членистоногим. В настоящее время эта трактовка природы полости тела оспаривается на том основании, что в эмбриогенезе членистоногих наблюдается не разрушение стенок целомических мешков, а заполнение их просвета клеточной массой; производные целомов остаются отделёнными от полости тела базальной мембраной.

## Литература

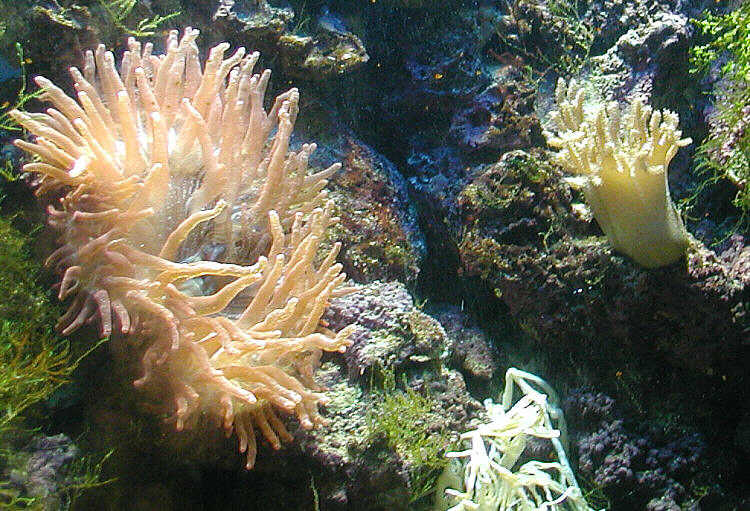
Актинии - отряд морских стрекающих из класса коралловых полипов, имеют миоцель.